# Vangelis Pavlidis (Karikaturist)
Vangelis Pavlidis (* 1943) (griechisch Βαγγέλης Παυλίδης; † 8. April 2018) war ein griechischer politischer Karikaturist, der für die griechische Tageszeitung To Vima arbeitete.

## Lebenslauf
Pavlidis studierte Grafik in Athen und begann 1971, Karikaturen für die Athener Tageszeitung To Vima und später für Eleftherotypia zu zeichnen. Internationale Zeitungen druckten mehrfach seine politischen Karikaturen ab. In einer bulgarischen Erhebung von 1976 wurde er zu einem der 100 besten gegenwärtigen Karikaturisten gezählt. Die Pinakothek Basel und das Haus des Humors und der Satire in Gabrowo sowie weitere Privatsammlungen haben Werke von Pavlidis angekauft. Er veröffentlichte vier Bände mit Zeichnungen und illustrierte seit 1983 vornehmlich Kinderbücher, darunter 1988 sein Märchen Geschichten vom Leuchtturm. 
Pavlidis lebte in Lachania auf Rhodos. Er starb im April 2018 im Alter von 74 Jahren.

## Ausstellungen
- 1978: Oslo (Einzelausstellung)
- 1987: Athen (Einzelausstellung)
- weitere Teilnahme an Ausstellungen unter anderem in Amsterdam, Berlin, Bologna, Prag, Havanna, Istanbul, Lissabon, Montreal, New York, Rhodos, Teheran und Tokio

## Ehrungen
- 1990 wurde Pavlidis zusammen mit 49 anderen Künstlern für die Ausstellung Karikatur – Europäische Künstler der Gegenwart im Wilhelm-Busch-Museum, Hannover, ausgewählt.
- 1994 wurde Pavlidis auf Vorschlag des griechischen Kinderbuch-Kreises in die Honour List des Internationalen Kuratoriums für das Jugendbuch (IBBY) aufgenommen.

## Veröffentlichungen
- Vangelis Pavlidis: Rhodos. 1306–1522. Eine Geschichte. Verlag Rodos Image, 2001, ISBN 960-87007-2-8 (illustrierte Geschichte von Rhodos im Mittelalter).